# Bibby Island
Bibby Island är en ö i Kanada.   Den ligger i territoriet Nunavut, i den östra delen av landet, 2 100 km nordväst om huvudstaden Ottawa. Arean är 84 kvadratkilometer.
Terrängen på Bibby Island är mycket platt. Öns högsta punkt är 29 meter över havet. Den sträcker sig 11,7 kilometer i nord-sydlig riktning, och 15,1 kilometer i öst-västlig riktning.
Trakten runt Bibby Island består i huvudsak av gräsmarker. Trakten runt Bibby Island är nära nog obefolkad, med mindre än två invånare per kvadratkilometer.